# Lacanobia obsoleta
Lacanobia obsoleta är en fjärilsart som beskrevs av Lambert-Joseph-Louis Lambillion. Lacanobia obsoleta ingår i släktet Lacanobia och familjen nattflyn. Inga underarter finns listade i Catalogue of Life.